# Isabel Gemio

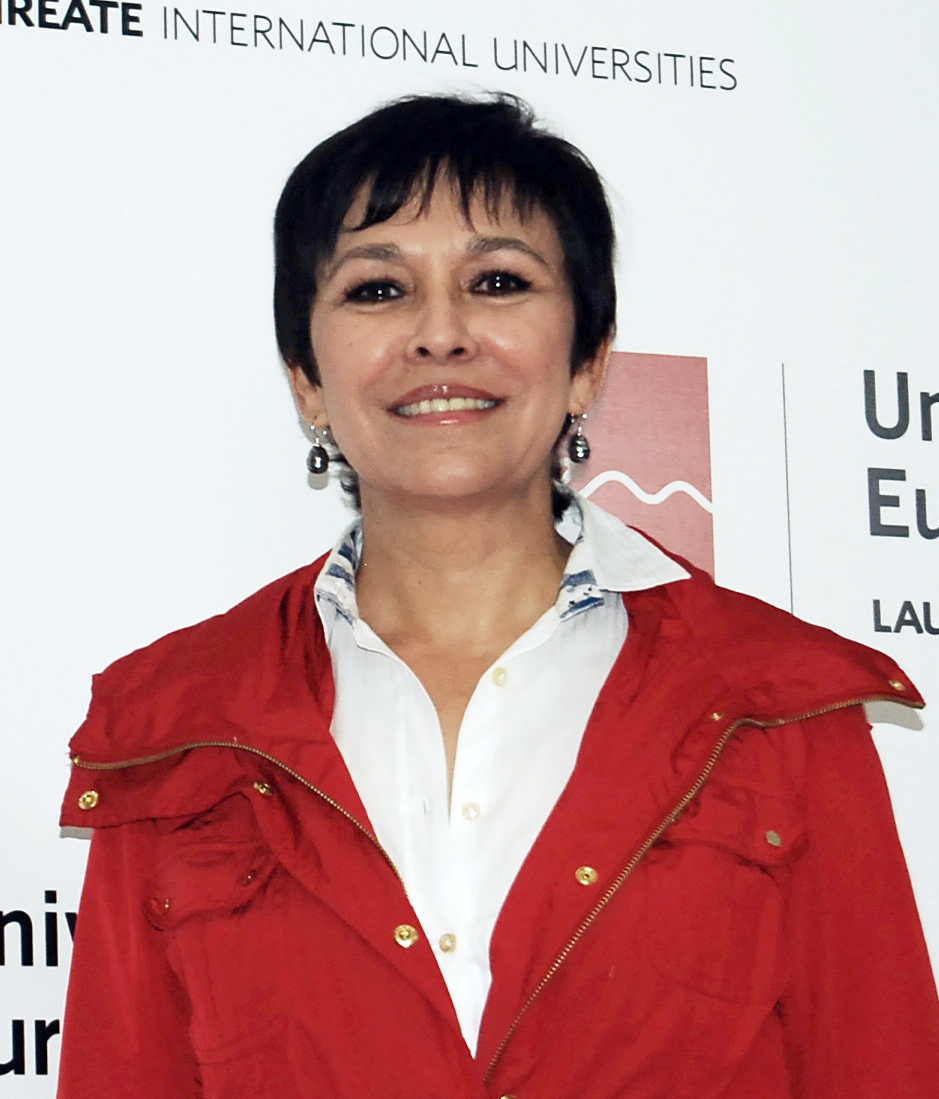
Isabel Gemio (2012)

Isabel Gemio Cardoso (* 15. Januar 1961 in Alburquerque, Badajoz) ist eine spanische Journalistin und Fernsehmoderatorin.
Sie begann im Radio Extremadura und später Radio Barcelona als Isabel Garbí. Ihr Anfang im Fernsehen war mit Los Sabios (TVE, 1983).

## Fernsehsendungen
- Los Sabios (1983–1983), TVE.
- Tal Cual (1989), TVE.
- 3X3 (1989–1990), TVE.
- Arco de Triunfo (1991), TVE.
- Juegos sin fronteras (1991), TVE.
- Acompáñame (1992), TVE.
- Lo que necesitas es amor (1993–1994), Antena 3.
- Esta noche, sexo (1995), Antena 3.
- Hoy por ti (1996), Antena 3.
- Sorpresa ¡Sorpresa! (1996–1998), Antena 3.
- Hablemos claro (1999–2000), Canal Sur.
- Noche y día (2001), Antena 3.
- De buena mañana (2002), Antena 3.
- Hay una carta para ti (2002–2004), Antena 3.
- Sorpresa ¡Sorpresa! (2007) Antena 3.
- Cuéntaselo a Isabel (2008–2009) Canal Extremadura TV.
- Todos somos raros, todos somos únicos (2014), TVE

## Radio
- Radio Extremadura
- Radio Barcelona: La chica de la radio, Cita a las cinco, El Diván…
- Cadena Rato
- Radio Nacional de España

## Ehrungen/Preis
- TP de Oro (1994) Beste Fernsehmoderatorin, Lo que necesitas es amor.
- TP de Oro (1996) Beste Fernsehmoderatorin, Sorpresa ¡Sorpresa!.
- Garbanzo de Plata (1996)
- Micrófono de Plata (2005), Te doy mi palabra.
- Antena de Oro (2006), Te doy mi palabra.